# Fisklösen (Floda socken, Dalarna, 669346-143931)
Fisklösen är en sjö i Gagnefs kommun i Dalarna och ingår i Norrströms huvudavrinningsområde.